# Jim Mideon 500 1958
Jim Mideon 500 1958 var ett stockcarlopp ingående i  Nascar Grand National Series (nuvarande Nascar Cup Series) som kördes 18 juli 1958 på den 0,333 mile (535,911 m) långa ovalbanan Canadian Exposition Stadium i Toronto i Ontario i Kanada. Banunderlaget var asfalt. Loppet vanns av Lee Petty i en Oldsmobile på tiden 0:46.16 körande för Petty Enterprises. Pettys snitthastighet var 43,184 mph. Prispotten uppgick till 3 730 dollar, varav 575 dollar gick till segraren.
Jim Mideon 500 var fram till 2025 ett av två poängbärande cup-lopp som kördes utanför USA. Det skulle dröja till säsongen 2025 då cup-serien körde ett lopp på Autódromo Hermanos Rodríguez i Mexico City i Mexiko.

## Resultat
| Plc     | Nr  | Förare           | Team/ bilägare    | Konstruktör | Start | Varv | Ledda varv |
| ------- | --- | ---------------- | ----------------- | ----------- | ----- | ---- | ---------- |
| 1       | 42  | Lee Petty        | Petty Enterprises | Oldsmobile  | 3     | 100  | 0          |
| 2       | 6   | Cotton Owens     | Jim Stephens      | Pontiac     | 4     | 100  | 29         |
| 3       | 7   | Jim Reed         | Jim Reed          | Ford        | 2     | 100  | 0          |
| 4       | 99  | Shorty Rollins   | Shorty Rollins    | Ford        | 5     | 100  | 0          |
| 5       | 23  | Johnny Mackison  | Ken Corman        | Mercury     | 6     | 99   | 0          |
| 6       | 57  | Billy Rafter     | Billy Rafter      | Ford        | 8     | 99   | 0          |
| 7       | 44  | Rex White        | Julian Petty      | Chevrolet   | 1     | 98   | 71         |
| 8       | 79  | Tiny Benson      | Tiny Benson       | Chevrolet   | 12    | 98   | 0          |
| 9       | 711 | Bill Poor        | Bill Poor         | Chevrolet   | 11    | 97   | 0          |
| 10      | 95  | Bob Duell        | Julian Buesink    | Ford        | 17    | 96   | 0          |
| 11      | 17  | Howard Phillippi | Howard Phillippi  | Ford        | 10    | 94   | 0          |
| 12      | 74  | L.D. Austin      | L.D. Austin       | Chevrolet   | 9     | 93   | 0          |
| 13      | 93  | Ted Chamberlain  | Ted Chamberlain   | Chevrolet   | 16    | 92   | 0          |
| 14      | 33  | Al White         | Al White          | Ford        | 14    | 86   | 0          |
| 15      | 13  | Peck Peckham     | William Meyer     | Chevrolet   | 18    | 86   | 0          |
| 16      | 41  | Neil Haight      | i.u.              | Chevrolet   | 15    | 69   | 0          |
| 17      | 142 | Richard Petty    | Petty Enterprises | Oldsmobile  | 7     | 55   | 0          |
| 18      | 83  | Lennie Page      | Lennie Page       | Ford        | 13    | 22   | 0          |
| 19      | 18  | Dick Walters     | Dick Walters      | Ford        | 19    | 18   | 0          |
| Källor: |     |                  |                   |             |       |      |            |